# Hostomel
Hostomel (în ucraineană Гостомель) este o așezare de tip urban din orașul regional Irpin, regiunea Kiev, Ucraina. În afara localității principale, nu cuprinde și alte sate.

## Demografie
Componența lingvistică a așezării de tip urban Hostomel
     Ucraineană (90,31%)
     Rusă (9,04%)
     Alte limbi (0,61%)
Conform recensământului din 2001, majoritatea populației așezării de tip urban Hostomel era vorbitoare de ucraineană (90,31%), existând în minoritate și vorbitori de rusă (9,04%).